# 広尾郡
- 令制国一覧 > 北海道 (令制) > 十勝国 > 広尾郡
- 日本 > 北海道 > 十勝総合振興局 > 広尾郡

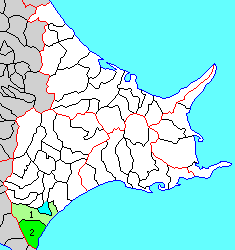
北海道広尾郡の位置（1.大樹町 2.広尾町 水色・薄緑：後に他郡から編入した区域）

広尾郡（ひろおぐん）は、北海道（十勝国）十勝総合振興局の郡。 
人口11,036人、面積1,412.15km²、人口密度7.82人/km²。（2025年6月30日、住民基本台帳人口）
以下の2町を含む。
- 大樹町（たいきちょう）
- 広尾町（ひろおちょう）

## 郡域
1879年（明治12年）に行政区画として発足した当時の郡域は、現在の広尾町にあたる。
1906年（明治39年）に当縁郡の一部を編入した後の郡域は、上記2町から大樹町の一部（生花・晩成）を除き、中川郡幕別町の一部（忠類各町）を加えた区域にあたる。

## 歴史

### 郡発足までの沿革
江戸時代の広尾郡域は、松前藩によってトカチ場所が開かれていた。寛永12年にはアイボシマ付近の採金がはじまり、また十勝神社（後の広尾町に所在。十勝国一宮）の前身の戸賀知明神社（刀勝大明神）は寛文6年6月よりも前の創建である。藩政時代から明治時代初頭にかけての交通は、渡島国の箱館から千島国方面に至る道（国道336号の前身）が通じていたが、西端部に一部地形が険しい難所があったため、寛政10年幕吏近藤重蔵が私費を投じて蝦夷68名を雇い広尾郡の西隅にあたるビタタヌンケとルベシベツの間2里（7.9km）にルベシベツ山道を開削した。重蔵の従者下野源助が山道開削について記録し、蝦夷が碑文を彫った木が十勝神社に奉納されたが、この碑文は現在、広尾町タニイソトンネル北側坑口の海側に立つ碑に刻まれている。
江戸時代後期、広尾郡域は東蝦夷地に属していた。国防のため寛政11年広尾郡域は天領とされた。文政4年には一旦松前藩領に復したものの、安政2年再び天領となり仙台藩が警固をおこなった。安政6年の6藩分領の際に仙台藩領となり出張陣屋のひとつトカチ陣屋が築城されている。戊辰戦争（箱館戦争）終結直後の1869年、大宝律令の国郡里制を踏襲して広尾郡が置かれた。

### 郡発足以降の沿革
- 明治2年

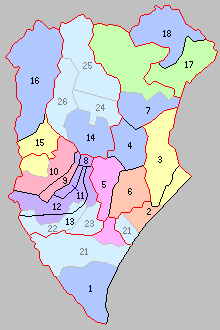
北海道一・二級町村制施行時の広尾郡の町村（1.茂寄村 青：合併を経ていない町村 水色：分立して現存する町村 21の左：大樹村）

  - 8月15日（1869年9月20日） - 北海道で国郡里制が施行され、十勝国および広尾郡が設置される。開拓使が管轄。
  - 8月28日（1869年10月3日） - 鹿児島藩の領地となる（北海道の分領支配）。
  - 10月 - 再び開拓使の管轄となる。
- 明治3年1月9日（1870年2月9日） - 徳川慶頼（田安徳川家）の領地となる（同上）。
- 明治4年8月20日（1871年10月4日） - 廃藩置県により再び開拓使の管轄となる。
- 明治5年
  - 4月9日（1872年5月15日） - 全国一律に戸長・副戸長を設置（大区小区制）。
  - 10月10日（1872年11月10日） - 4月に設置された区を大区と改称し、その下に旧来の町村をいくつかまとめて小区を設置（大区小区制）。
- 明治6年（1873年） - 白野夏雲が広尾郡詰として赴任する。
- 明治9年（1876年）9月 - 従来開拓使において随意定めた大小区画を廃し、新たに全道を30の大区に分ち、大区の下に166の小区を設けた。

- 第23大区
  - 6小区 ： 茂寄村

- 明治12年（1879年）7月23日 - 郡区町村編制法の北海道での施行により、行政区画としての広尾郡が発足。
- 明治13年（1880年）3月 - 浦河郡外十郡役所（浦河三石様似幌泉広尾当縁十勝中川河西河東上川郡役所）の管轄となる。
- 明治15年（1882年）2月8日 - 廃使置県により札幌県の管轄となる。
- 明治19年（1886年）1月26日 - 廃県置庁により北海道庁札幌本庁の管轄となる。
- 明治20年（1888年）6月 - 釧路郡外十一郡役所（釧路阿寒白糠足寄川上広尾当縁十勝中川河西河東上川郡役所）の管轄となる。
- 明治22年（1890年）1月 - 釧路郡外十郡役所（釧路阿寒白糠足寄広尾当縁十勝中川河西河東上川郡役所）の管轄となる。
- 明治24年（1892年）3月 - 釧路郡外十二郡役所（釧路阿寒白糠足寄広尾当縁十勝中川河西河東上川厚岸川上郡役所）の管轄となる。
- 明治30年（1897年）
  - 7月 - 河西郡外五郡役所（河西河東上川中川十勝当縁広尾郡役所）の管轄となる。
  - 11月5日 - 郡役所が廃止され、河西支庁の管轄となる。
- 明治39年（1906年）4月1日 - 北海道二級町村制の施行により、茂寄村および当縁郡大樹村、歴舟村、当縁村［一部、後の忠類村］の区域をもって茂寄村（二級村）が発足。（1村）
- 大正15年（1926年）6月1日 - 茂寄村が改称して広尾村（二級村）となる。
- 昭和3年（1928年）10月1日 - 広尾村の一部（大字大樹村・歴舟村・当縁村）が分立して大樹村（二級村）が発足。（2村）
- 昭和7年（1932年）8月15日 - 河西支庁が改称して十勝支庁となる。
- 昭和18年（1943年）6月1日 - 北海道一・二級町村制が廃止され、北海道で町村制を施行。二級町村は指定町村となる。
- 昭和21年（1946年）
  - 9月20日 - 広尾村が町制施行して広尾町となり、指定町村を解かれる。（1町1村）
  - 10月5日 - 指定町村を廃止。
- 昭和22年（1947年）5月3日 - 地方自治法の施行により北海道十勝支庁の管轄となる。
- 昭和24年（1949年）8月20日 - 大樹村の一部（大字当縁村の一部）が分立して忠類村が発足。（1町2村）
- 昭和26年（1951年）4月1日 - 大樹村が町制施行して大樹町となる。（2町1村）
- 昭和30年（1955年）4月1日 - 大樹町が十勝郡大津村の一部（大字当縁村の一部、現在の生花・晩成）を編入。
- 平成18年（2006年）2月6日 - 忠類村が中川郡幕別町に編入。（2町）
- 平成22年（2010年）4月1日 - 十勝支庁が廃止され、十勝総合振興局の管轄となる。

## 行政
浦河郡外十郡長
釧路郡外十一郡長
釧路郡外十郡長
釧路郡外十二郡長
河西郡外五郡長
| 代 | 氏名       | 就任年月日            | 退任年月日                | 備考                                 |
| -- | ---------- | --------------------- | ------------------------- | ------------------------------------ |
| 1  | 吉田直太郎 | 明治30年（1897年）7月 | 明治30年（1897年）11月5日 | 河西郡外五郡役所を廃し河西支庁を置く |